# Dungeon Family
Dungeon Family – kolektyw założony w 2001 roku przez Outkast, Goodie Mob oraz Organized Noize. Nazwa grupy pochodzi od słowa
"The Dungeon″ (ang. loch). Nazywano tak piwnice w starym domu Rico Wade'a, w którym spotykali się producenci z Organized Noize ze swoimi wychowankami. 
W 2001 roku został nagrany album zatytułowany Even In Darkness, stworzony wspólnymi siłami całego Dungeon Family.

## Dyskografia
- 2001: Even in Darkness
- 2006: Dungeon Family – Do U Speak Dungeoneze Mixtape

## Członkowie
Pierwsze pokolenie
- Organized Noise
  - Rico Wade
  - Sleepy Brown
  - Ray Murray
- Outkast
  - André 3000
  - Big Boi
  - Mr. DJ
- Goodie Mob
  - Big Gipp
  - T-Mo
  - Cee Lo Green
  - Khujo Goodie
- Joi
- Witchdoctor
- Backbone (Mr. Fat Face)
- Big Rube
- Cool Breeze
- Lil' Will
- Parental Advisory
  - Mello
  - K.P.
  - Big Reese

Drugie pokolenie
- Killer Mike
- Slimm Cutta Calhoun & The Calhouns
- Konkrete
  - C-Bone
  - Lil' Brotha
  - Supa Nat
- Da Connect
  - ChamDon
  - G-Rock
  - C-Smooth
  - Boulevard International
  - Infinique
  - Meathead
- Dungeon East
  - KED
  - Jawz Of Life
  - Mill Gates
  - J. Pesci
  - C Syck
  - Ray Murray
- Bubba Sparxxx
- Roscoe
- Scar